# Molophilus (Trichomolophilus) celator
Molophilus (Trichomolophilus) celator is een tweevleugelige uit de familie steltmuggen (Limoniidae). De soort komt voor in het Neotropisch gebied.